# Acontia nilgirica
Acontia nilgirica är en fjärilsart som beskrevs av Embrik Strand 1917. Acontia nilgirica ingår i släktet Acontia och familjen nattflyn. Inga underarter finns listade i Catalogue of Life.